# Julyana Kury
Julyana Kury (São Paulo, 19 de junho de 1983) é uma nadadora brasileira que integrou, na condição de reserva, a delegação nacional nos Jogos Olímpicos de Verão de 2008 em Pequim, na China, e não nadou.

## Trajetória esportiva
Em 6 de setembro de 2009, Julyana bateu o recorde sul-americano dos 4x100 metros nado livre em piscina olímpica, com 3m41s49, junto com Tatiana Lemos, Monique Ferreira e Michelle Lenhardt
No Mundial Militar realizado em 2010 em Warendorf, na Alemanha, ela obteve a medalha de ouro nos 4x100 metros livre.
Esteve no Campeonato Mundial de Natação em Piscina Curta de 2010, onde foi à final dos 4x100 metros livre, terminando em oitavo lugar. Neste revezamento, bateu o recorde sul-americano em piscina curta, com o tempo de 3m35s95, junto com Tatiana Lemos, Flávia Delaroli e Michelle Lenhardt

### Recordes
Julyana é a atual detentora, ou ex-detentora, dos seguintes recordes:
Piscina olímpica (50 metros)
- Recordista sul-americana do revezamento 4x100 metros livre: 3m41s49, obtidos em 6 de setembro de 2009, com Tatiana Lemos, Monique Ferreira e Michelle Lenhardt[2]

Piscina semi-olímpica (25 metros)
- Recordista sul-americana do revezamento 4x100 metros livre: 3m35s95, obtidos em 18 de dezembro de 2010, com Flávia Delaroli, Tatiana Lemos e Michelle Lenhardt[5]